# Oa (demo)
Oa (in greco antico: Ὄα o Ὀά?, Óa o Oá) era un demo dell'Attica collocato probabilmente presso la moderna Papangelaki, a nord-ovest di Spata.

## Toponimo
Oa prendeva nome dalla figlia di Cefalo, che sposò Carope. Cefalo era l'eroe eponimo del demo di Cefale ed era molto venerato in Attica insieme alla moglie Procri; sono state individuate varie figure mitologiche di nome Carope, ma nessuna sembra avere avuto legami con l'Attica. In Beozia questo era un soprannome di Eracle che si riferiva al soccorso ricevuto da Ade dopo aver catturato Cerbero. Questo era anche il nome di un re tracio collegato a Dioniso e ad Orfeo.